# “不思議”取り扱います 付喪堂骨董店
『“不思議”取り扱います 付喪堂骨董店』（“ふしぎ”とりあつかいます つくもどうこっとうてん）は、御堂彰彦／著、タケシマサトシ／イラストの日本のライトノベル。電撃文庫（メディアワークス→アスキー・メディアワークス）より2006年10月から2010年3月まで全7巻が刊行された。

## ストーリー
『付喪堂骨董店〜FAKE〜』は『アンティーク』と呼ばれる不可思議な力を宿す道具を扱う店だ。店のアルバイト店員の来栖刻也と舞野咲は、幸か不幸か、アンティークが引き起こす事件に関わってしまう。

## 主な登場人物
来栖 刻也（くるす ときや）
主人公。高校生の少年。17歳。付喪堂でアルバイトをしている。両親は健在だが、古いアパートで1人暮らしをしている。
事故で右眼を失っており、義眼をはめている。それもただの義眼ではなく『ヴィジョン』という義眼のアンティーク。それによって身近な人の死を予見してしまうため、それを回避するのに奔走している。だが実際に右目にはまっているのは『ファーティマの眼』であった。
右眼を失った原因は、咲と出逢ったばかりのころに彼女を逆恨みする者から彼女を守ろうとした事件によって負ったもの。
舞野 咲（まいの さき）
色素の薄い長髪の少女。16歳。黒い服を好み、常に全身黒色のコーディネート。付喪堂にて住み込みでアルバイトをしている。
無愛想で無表情だが、接客業が自身の天職だと信じており、何かと接客に役立つような知識を身につけようと本を読んでいるが、本に載っていることを信じ込んでしまう。趣味は紅茶。
幼いころ両目を失い、本物のアンティークが並ぶ付喪堂にて、両親から『ヴィジョン』のアンティークを渡された。だが、それからというもの身近な人の死を予見できるようになってしまい、それが原因で家族や友人をはじめとする人間関係の大半から孤立してしまった。
そのため、死にたいと考えるようになり、ついに自分の死を予見したことで、行動に移した。
摂津 都和子（せっつ とわこ）
付喪堂骨董店のオーナー。スラリとした長身と、腰まで届く美しい黒髪の女性。アンティークの蒐集が趣味。
お店にいることは稀で、普段からアンティークを探すために外出ばかりしている。その割には持ち帰ったアンティークは偽物ばかりで、その偽アンティークは商品として店頭に並ぶことになるのがほとんど。
彼女が持っている本物のアンティークたちは骨董店の奥の部屋に保管されているが、その部屋の鍵の在りかは刻也と舞も知っている。

## アンティーク
骨董品や古美術品などの表の意味中に隠された、力のある古人や魔術師が作った魔術道具や、人の怨念、自然の霊力によって力を持った呪物と呼ばれるもののこと。固有名詞を持つものは少なく、主に「眼鏡」、「ノート」などと一般名詞で呼ばれることが多い。
ヴィジョン
義眼。刻也が所持しているとされていたが実際は咲が所持していた。能力は未来を見るというものであるが、自分の望む未来を見ることはできず、自分か自分に関わる人の「死」を見せてくれる。
ペンデュラム
小さな振り子。自分の望む偶然を起こすことができ、偶然を起こす際には澄んだ音が響き渡る。しかし必然を起こすことはできず、必然を起こそうとすると壊れてしまう。
像
百年以上前に廃村となった村にあった寺の本尊の仏像。檜材でできていて、金箔で覆われている。中は空洞になっており、像を彫った男の右手が入っている。男の右手自体に病を治す力があったため、像自体も治癒の力を宿すようになった。しかしその力は治癒というよりは生命力を活性化させるというものであり、像に付着した血液の中の病原菌をも活性化させ、触れた者が不治の病にかかるようになってしまった。さらに大量の血液が像を覆ってしまったため、見た目は奇怪で何かを抽象的に表したかのようなものとなってしまっている。刻也によって血の塊を剥がされた後は半分に割れ、中にあった右手は一瞬で風化して消えた。
ノート
A4サイズのノート。中身は普通のライン無しの白い紙。書いたことを一字一句とも忘れない。書いたことを忘れるには文字を消せばいい。
財布
茶色い革の長財布。一度金を入れると効果が発動し、その日の稼ぎと、その日の稼ぎで買った私物が消えてしまう。
明鏡
足がついていて立てられるようになっている鏡。鏡に映った世界では音が消え、完全な静寂となる。音だけでなく気配や電波といったもの全てを遮る。
マスカレード
白い仮面。人形やマネキンに被せると、被せた者の姿形や能力、性格も同じコピー人間となる。但し、人間に被せると、被せた者の姿形のみのコピーとなる。
眼鏡
レンズを通して相手の目を見ると、その目が今までに見てきたものを見ることができる。
カメラ
古めかしいポラロイドカメラ。ダイヤルを回すことによって対象の時間の経過を写し取ることができる。分かるのは単にこのまま時間が経ったらどうなるかということだけである。
箱
14桁のダイヤルがついた木箱。ダイヤルで年月日と時間を指定でき、その時間になると消えていた箱が出現する。
螺子
人形のゼンマイを巻くための螺子。この螺子を巻かれた人形ではなく、この螺子を巻いた人形が人間のように動くことができる。
香炉
枕元で香を焚きながら眠ると自分の望む夢を見ることができる。灰を吸い込むと12時間の間は眠ってしまい、何をしても起きなくなる。
光・影
小さな瓶に入っている粉末状の塗料。「光」は黒い瓶に入っており、塗ると存在感を強めることができる。「影」は透明の瓶に入っており、塗ると存在感を薄めることができる。
心声
何十もの円が重なり合った形のピアス。相手が心の中で考えていることを聞くことができるが、不特定多数の心の声を聞くことはできない。
赤糸
赤い糸が複雑に組み合わされた指輪。小指にはめると運命の赤い糸が見えるようになり、他人の赤い糸を繋ぎ換えることもできる。しかし繋ぎ換えた赤い糸はいずれ元に戻ってしまう。
バングル
真ん中に菱形の石が1つ埋め込まれた銀色のバングル。未来の幸運を前借りするもの、触れた人の幸運を奪うもの、寿命を代償にして幸運を呼び寄せるもの、幸運を他人に譲ってその見返りによって大きな幸運を手に入れるものなど、いくつか種類がある。石の中の模様によってどの種類かわかる。
災厄の壺
黒くくすんだ壺。蓋が閉められ、紐で厳重に縛られている。世界のあらゆる悪意が封じられており、かつては「神秘の壺」という名で神殿に奉納されていた。しかし封じられていたのは神殿のみこが産んだ生贄としての子供であり、かつてある巫女が子供を憎まずに愛してしまったために壺の中で災厄と化していた子供達が愛されて生まれた子供に嫉妬して出てきてしまったことがあった。
本来の名は「忘却の壺」で、不要となった記憶や、知られたくない記憶、忘れたい記憶を捨て去るためのもの。蓋を開けた本人が忘れている記憶を思い出すこともできる。
コトノハ
鉢植えの植物のような形をしたものについている光の加減で七色に輝くハート型の葉。葉に想いを込めれば望んだ人に望んだ時にその想いを届けることができる。
入替人形
2体の木造りの人形。木目が縦横違っている。組立式で、あちこちに継ぎ目がある。背中の部分にある引き出しにそれぞれ対象者と自分の体の一部を入れ、体の部位を交換することで能力を交換できる。
音霊
ごつごつした形の笛。どんな音でも奏でることができ、奏でた音によってその事象を引き起こす。
ラビリンス
幾何学的な模様が描かれた小さな黒い箱。対象者が特定の場所や人物に辿り着けなくする。
ダウジング
三角錐の形をしたペンダント。近くのアンティークの存在に反応して動く。その際の動きはアンティークの名称を描き出す。
魔道書
銀色の刺繍が施されている黒革の本。書き記した言葉を唱えることでアンティークの引き起こす事象を捻じ曲げることができる。
邪眼
義眼。殺意を籠めて相手をにらみつけることにより殺すことができる。
ファーティマの眼
義眼。邪眼からの殺意を吸収し、自らの殺意に上乗せして相手に送り返して殺すことができる。また、その殺意は堆積される。
ファントム
赤銅色の尖った針。反対側は丸まっていて穴が空いている。ある時点まで世界が戻り、今までに起きたこと全てが幻となる。

## 既刊一覧
- 御堂彰彦（著）・タケシマサトシ（イラスト）、メディアワークス→アスキー・メディアワークス〈電撃文庫〉、全7巻
  - 『“不思議”取り扱います 付喪堂骨董店』、2006年10月25日初版発行（10月10日発売[3]）、ISBN 4-8402-3594-5
  - 『“不思議”取り扱います 付喪堂骨董店2』、2007年6月25日初版発行（6月10日発売[4]）、ISBN 978-4-8402-3886-1
  - 『“不思議”取り扱います 付喪堂骨董店3』、2007年10月25日初版発行（10月10日発売[5]）、ISBN 978-4-8402-4032-1
  - 『“不思議”取り扱います 付喪堂骨董店4』、2008年7月10日初版発行（同日発売[6]）、ISBN 978-4-04-867136-1
  - 『“不思議”取り扱います 付喪堂骨董店5』、2009年1月10日初版発行（同日発売[7]）、ISBN 978-4-04-867465-2
  - 『“不思議”取り扱います 付喪堂骨董店6』、2009年10月10日初版発行（同日発売[8]）、ISBN 978-4-04-868077-6
  - 『“不思議”取り扱います 付喪堂骨董店7』、2010年3月10日初版発行（同日発売[9]）、ISBN 978-4-04-868402-6